# Satanoperca
Satanoperca is een geslacht van straalvinnige vissen uit de familie van de cichliden (Cichlidae).

## Soorten
- Satanoperca acuticeps (Heckel, 1840)
- Satanoperca daemon (Heckel, 1840)
- Satanoperca jurupari (Heckel, 1840)
- Satanoperca leucosticta (Müller & Troschel, 1848)
- Satanoperca lilith Kullander & Ferreira, 1988
- Satanoperca mapiritensis (Fernández-Yépez, 1950)
- Satanoperca pappaterra (Heckel, 1840)
- Satanoperca rhynchitis Kullander, 2012